# Соу-Фай Стэдиум
Соу-Фай Стэдиум (англ. SoFi Stadium) — стадион и развлекательный комплекс в Инглвуде, Калифорния, США. Он расположен на месте бывшего ипподрома Голливуд-Парк и в 4,8 км от международного аэропорта Лос-Анджелеса. Он вмещает 70 240 человек.

## Названия
15 сентября 2019 года было объявлено, что компания SoFi, занимающаяся личными финансами, приобрела права на название нового стадиона в рамках 20-летней сделки стоимостью более 30 миллионов долларов в год, согласно которой стадион будет называться SoFi Stadium. Компания стала официальным партнером Рэмс и Чарджерс, а также партнером концертного зала и окружающего его развлекательного района.
Крытое открытое пространство, ранее известное как Champions Plaza между игровым полем и местом выступления на стадионе, было официально названо American Airlines Plaza. 6 августа 2019 года авиакомпания была названа первым партнером-основателем.

## История
Был открыт в сентябре 2020 года, стадион служит домом для Лос-Анджелес Рэмс и Лос-Анджелес Чарджерс в Национальной футбольной лиги (НФЛ).

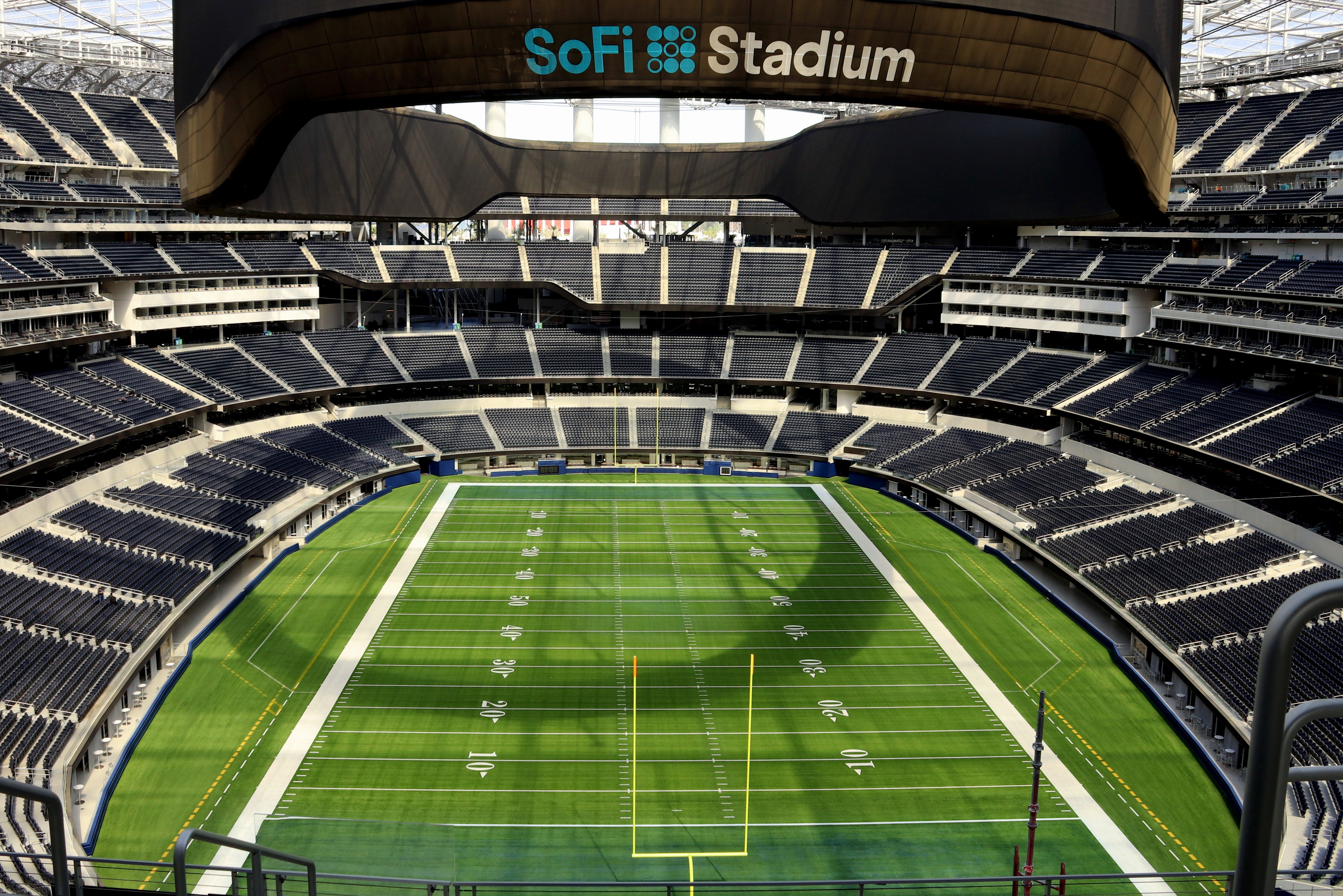
Вид изнутри

Это четвёртый объект в районе Лос-Анджелеса, который принимает несколько команд из одной лиги, поскольку Staples Center является домом для команд Национальной баскетбольной ассоциации (НБА) Лейкерс и Клипперс с 1999 года, Dignity Health Sports какое-то время принимал как Лос-Анджелес Гэлакси, так и ныне несуществующие франшизу из Высшей лиги соккера с 2005 по 2014 год, а Доджер-стэдиум принимал Лос-Анджелес Доджерс и Лос-Анджелес Энджелс с 1962 по 1965 год.
13 февраля 2022 он принял Супербоул LVI, на нем также прошло шоу в перерыве.

### Будущее
Планируется, что стадион примет чемпионскую игру колледжского футбола в 2023 и будет одним из стадионов для Олимпийских Игр 2028.
16 января 2021 года было объявлено, что в апреле 2023 года на стадионе пройдёт крупнейшее шоу WWE в году — WrestleMania 39. Позже поступило уточнение, что шоу пройдет в два дня — 1 и 2 апреля. Это будет шестая WrestleMania, которая пройдет в регионе Большого Лос-Анджелеса.
Стадион станет одним из 11 на территории США, где пройдут матчи чемпионата мира по футболу 2026 года.